# São Sebastião (País Basco)
São Sebastião (San Sebastián em castelhano ou Donostia em basco), oficialmente Donostia/San Sebastián, é uma cidade espanhola localizada no País Basco espanhol, capital da província de Guipúscoa. Rodeada pela Baía da Concha, à beira do golfo da Biscaia, a cidade tem cerca de 183 000 habitantes, enquanto sua periferia possui aproximadamente 400 mil residentes.

## Equipamentos
- Cemitério de Polloe - Inaugurado em 1878, foi obra do arquitecto José de Goikoa.[4]

## Desporto
A cidade de São Sebastião é a casa do Real Sociedad de Fútbol, um dos principais clubes do futebol espanhol, a equipe manda seus jogos no Estádio Anoeta, com capacidade para 32 mil pessoas.

## Gastronomia
Uma das especialidades culinárias de Donostia é o txangurro a la donostiarra. Serve-se em ocasiões especiais, como o Natal e pode-se servir como primeiro prato. 
San Sebastián é uma das cidades do mundo com maior número de estrelas Michelin por metro quadrado: 16, num raio de 25 quilómetros.